# Ceux du Grand-Café
Pour les articles homonymes, voir Grand café.
Ceux du Grand-Café est une nouvelle de Georges Simenon, écrite à Neuilly pendant l'hiver 1937-1938 ou à Porquerolles en mars 1938, et publiée en 1938. Elle fait partie de la série des Maigret.

## Résumé
Maigret, à la retraite dans sa maison de Meung-sur-Loire, est un peu désœuvré. Pour occuper ses journées, il prend l'habitude de jouer aux cartes avec les habitués du Grand-Café. L'ex-commissaire s'enlise dans sa vie de rentier, jusqu'au jour où un drame bouleverse la petite ville : un des partenaires de jeu est retrouvé au volant de sa camionnette, une balle dans la poitrine.

## Éditions
- Prépublication dans l'hebdomadaire Police-Film/Police-Roman, n° 16 du 12 août 1938, avec des illustrations de Raymond Moritz
- Édition originale : Œuvres complètes, tome IX, éditions Rencontre, 1967

- Tout Simenon, tome 25, Omnibus, 2003  (ISBN 978-2-258-06110-1)
- Tout Maigret, tome 10, Omnibus,  2019  (ISBN 978-2-258-15349-3)

## Source
- Maurice Piron, Michel Lemoine, L'Univers de Simenon, guide des romans et nouvelles (1931-1972) de Georges Simenon, Presses de la Cité, 1983, p. 453  (ISBN 978-2-258-01152-6)